# 労働

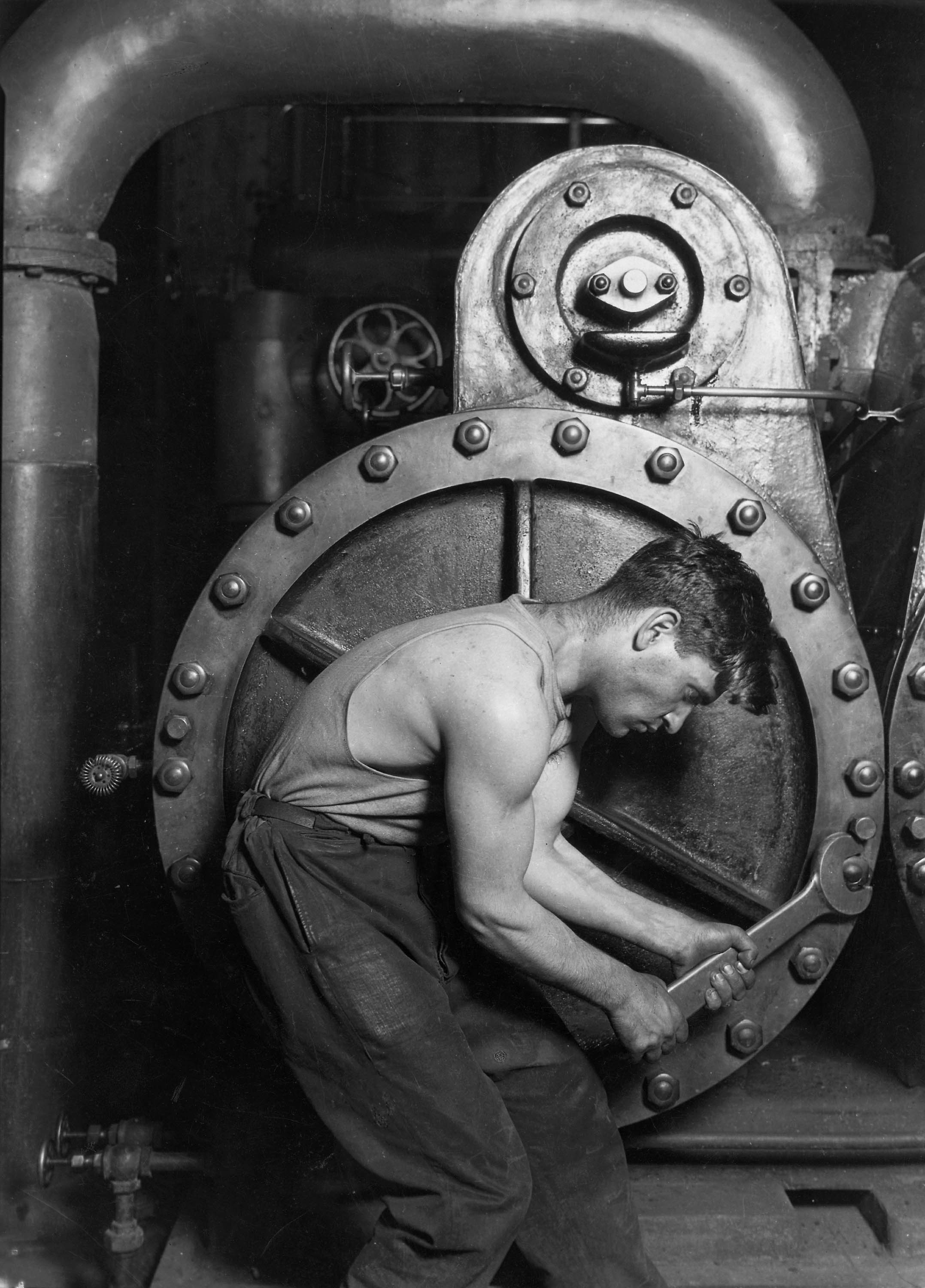
ルイス・ハインの労働者の写真

労働（ろうどう、英: Labor）とは、人間が自然に働きかけて、生活手段や生産手段などをつくり出す活動のこと（経済学）。からだを使って働くこと。

## 概要
人間と自然との関係にかかわるある種の過程、人間が自身の行為によって、自然との関係を統制し、価値ある対象を形成する過程を「労働」と呼ぶ。
人間は古今東西、太古から現代にいたるまで、どの地域でも、何らかの生産活動により生きてきた。そうした生産活動を「労働」と解釈するようになったのは、近代以降である。
生産活動は、いつの時代でも、何らかの表象体系（意味づけの体系）と関わりがある。人間が行っている現実の生産行為とそれを包括する表象とはバラバラではなく、一体として存在する。言い換えると、何らかの生産活動があれば、それを解釈し表現する言葉が伴うことになり、こうした言葉には特定の歴史や世界像（世界観）が織り込まれていると考えられている。“労働について語る”ということは、言葉で織り成された労働表象を語ることでもある。人間が自然との間に、生産活動を通しつつ関係を持つということは、こうした表象に端的に現れているような、ある時代特有の世界解釈を身をもって生きることでもある。（→#歴史）
労働する能力を持つ者を労働力（Labor Force）とよぶ。労働力において最大の割合を占めるのは賃労働をなす雇用者であり、EU諸国では75%以上が雇用者となっている。
資本主義社会では、労働は倫理的性格の活動ではなく、労働者の生存を維持するために止むを得ず行われる苦痛に満ちたもの、と考えられるようになった。マルクス主義においては「資本主義社会では、生産手段を持たない多くの人々（＝労働者階級）は自らの労働力を商品として売らざるを得ず、生産過程に投入されて剰余価値を生み出すため生産手段の所有者（＝資本家階級）に搾取されることになる」と説明されるようになった。（→#歴史）
現在、国際労働機関では、望ましい労働の形としてディーセント・ワーク（働きがいのある人間らしい仕事）の実現を目標に挙げている。

## 歴史

### 未開社会
未開社会（現代文明の感化を受けていない社会）の人々も、昔も今も、文明化された現代人と同様に生産活動を行っている。生産形態が狩猟採集であれ、農耕であれ、人々は生活手段を獲得して、それを共同体のメンバーに分配する。未開人の生産活動と、現代人の「労働」とは、見かけは同一のようではあるが、その生産活動を実際に生きて解釈するしかたというのは、現代人のそれとは異なっている。未開社会の生産当事者にとっては、生産活動は宗教・芸術・倫理を生きているのであって、決して文明人が言うところの「労働」をしているのではない。

### 古代ギリシア
ヘシオドスの文献に書かれているように、農業活動は同時に宗教的行為であり、また共同体の規範が重層した倫理であった。近代的な意味での「労働」ではなかった。
また、古代ギリシアのポリスで活動していた職人らの生産活動は、テクネーやポイエーシスと呼ばれていたのだが、それは事物の本性が現れる事態に立ち会う行為、であって、持続的有用物を製作し、それを通じ閉じた宇宙の中で自己の位置を確認し、またそれを他人から承認されることであった。つまり現代人が言うような「道具によって自然を征服する労働」ではなかったのである。

### 旧約聖書
旧約聖書の一書、創世記第3章19節では労働は神がアダムに科した罰である、とされた、と説明されることもある。

### プロテスタンティズム
プロテスタントは労働そのものに価値を認める天職の概念を見出した。この立場では、節欲して消費を抑えて投資することが推奨される。このようなプロテスタンティズムの倫理こそが史的システムとしての資本主義を可能にしたと考えた者にマックス・ウェーバーがいる。ただ、スイスの宗教改革者達の意見によれば、キリスト教宗教改革（16世紀（中世末期））時、ローマ教会の「むやみやたらに施しを与えるという見せかけの慈善を認めていた」ことに対抗するために「真のキリスト教徒は勤勉と倹約の徳を」と強く主張しなければならなかった背景があったという。ヨーロッパの国家はその影響により、「労働は神聖なもの」「働くことは神のご意志」とされていて、労働しない者は神や国家に反逆するもの（国家反逆）とされていた。たとえばフランスでは1656年に「一般施療院令」とその強化令が発せられ、労働をしない者を癩（らい）施療院だった建物を転用して収容した。

### 主流派経済学
主流派経済学では、労働は家計（労働供給側）における非効用として捉えられる。この立場では、労働は節約されるべき費用であるにすぎない。反対に余暇は効用として捉えられているが、これは主として個人的な私生活における娯楽を想定したもので、古代ギリシアにおける公共生活に携わるための閑暇とは異なるものである。

### マルクス経済学
労働価値説に基づくマルクス経済学では、労働そのもの・労働手段・労働対象の各々は労働過程を構成する。この労働過程は、人間と自然との間の物質代謝の一般的な条件（マルクス）であり、自然を変化させて生活手段を作り出すばかりでなく、自分自身の潜在的な力をも発展させる。いわば道具を作る動物a tool-making animal（フランクリン）として人間を捉えるこの立場からは、労働手段の使用こそが人間の労働の本質であって、人間を動物から区別するものは労働である（しかし、現実には理論的に動物と人間は区別できない。人間は動物の部分集合なのである。）。労働行為は超歴史的なものとされ、これがいかに社会的制約を受けるかという視点から歴史哲学にも連結する。また私的な労働は、その成果である生産物が商品として交換されて社会的労働となることによってはじめて、社会的分業の一部となる。またラテン語のalienato（他人のものにする）に由来する疎外された労働が語られる。

## 日本の法律
日本において「労働法」とは、個々の法律の名称ではなく、労働事件の最高裁判所裁判例等における法律判断を含めた、全体としての法体系を指す。最高法規である日本国憲法においては、労働基本権、労働運動、「勤労の義務、権利」などの概念や規定が記されている。これを受け、労働基準法、労働組合法、労働関係調整法、男女雇用機会均等法、最低賃金法、労働安全衛生法、労働契約法等諸種の法令が施行されている。

### 法律上の労働者の定義
法律により労働者の定義は異なるが、大別すると労働基準法によるものと、労働組合法によるものとに分けられる。例えば、労働基準法では失業者や求職者は労働者に含まれないが、労働組合法および職業能力開発促進法では失業者も含まれる。その理由は、各法で目的が異なるため、対象とする者の範囲に差異が生じるためである。

#### 奉仕者
日本国憲法第15条において、「すべて公務員は、全体の奉仕者であって、一部の奉仕者ではない」とし、公務員が奉仕者としての立場にあることを明確にしている。労働基準法上は公務員にも同法が適用される建前であるが（労働基準法第112条）、別途、国家公務員法、地方公務員法等で労働基準法の適用除外を定めている。

#### 未組織労働者
労働組合に参加していない労働者。
労働組合の組織率は年々低下を続けていて、未組織労働者の労働条件をどう確保していくかが問題となっている。

### 雇用形態による区別
労働者はその勤務態様によって、次の3つの区分けされる。
- 企業に直接雇用される者であるか、そうでない（間接雇用）者か。
- 契約期間が無期（期間の定めのない労働契約）であるか、有期（期間の定めのある労働契約）であるか。
- 各企業の就業規則て定める所定労働時間の上限（フルタイム）まで労働する者か、上限に満たない（パートタイム）者であるか。

このうち、直接雇用・無期・フルタイムの3つをすべて満たす労働者を正社員として、企業は中核的労働者として位置付ける。一つでも欠ける者は非正規雇用労働者（アルバイト、パート、契約社員、派遣社員等）として、正社員を中心とした企業秩序の周縁に位置付ける。正社員とそれ以外の者とでは契約形態や適用される労働条件に区別があることが多い。
コース別管理制度を設けている企業においては、正社員はさらに、幹部職員及び将来の幹部候補である総合職と、専ら定型的・補助的業務に従事する一般職とに区別される。
これらの区別は採用時から行われるが、近年では雇用期間中にこれらの区分を行き来したり、あるいはこれらの中間的な働き方（いわゆる「多様な正社員」等）を認める企業も増えている。

## 国際労働基準
国際労働基準は、国際労働機関（ILO）が制定した条約・勧告の総称である。ILOでは人類の平和と継続的な発展のために人道的な労働基準の決定とその基準を国際的に守ること（すなわち国際労働基準）が必要であるとしている。その根拠として二つ挙げられている。
まず、労働基準を定める理由としては、不正・劣悪な労働条件が社会不安や貧困を引き起こす原因となり、多くの人民に困難や苦しみを与えるばかりでなく、結果として紛争や戦争の原因となり世界の平和を脅かすこととなるからである。
また、国家単位でなく国際的に決定する理由として「いずれかの国が人道的な労働条件を採用しないことは、自国における労働条件の改善を希望する他の国の障害となるから」（ILO憲章より引用）である。障害となる根拠としては労働条件を守らないことで不当に製品の金額が安くなる（ソーシャルダンピング）などが挙げられる。
しかし、日本はILO常任理事国でありながら、2021年現在ILOが採択した189条約のうち49条約しか批准していない。下記条約のうち批准しているものは最低賃金決定制度（第26号・第131号）のみであり、労働時間・休暇に関してはひとつも批准していない。日本の労働法制は大筋ではILO条約に倣ったものとなっているが、種々の例外規定を定めていることから政府は批准に消極的で、実際の企業実務ではこの例外規定をどう適用していくかが問題となる。
具体的な労働条件としては以下のようになっている。
労働時間（第1号・第30号・第47号）
労働時間は一日あたり8時間以内、かつ一週あたり48時間以内とされている。適用されない者としては「監督の立場にある者」や「秘密の事務に従事している者」などである。また、特定条件のもとでは特定日に8時間を越えたり、特定週に48時間を越えたりすることは許されるが、この場合でも3週間の労働時間の平均が1日8時間・1週48時間を超えてはいけない。業種により多少の違いがあるが、工業・商業・事業所など通常の労働者に対して同程度の労働時間となっている。

休暇（第14号・第18号・第132号）
週休は週に一日以上。有給休暇は1年勤務につき3労働週（5日制なら15日、6日制なら18日）以上となっている。また、休暇は原則として継続したものでなければならないが、事情により分割を認めることもできる。ただし、その場合でも分割された一部は連続2労働週を下回ってはならない。また、「休暇権の放棄等は国内事情において適当である場合は禁止または無効とすること」となっている（フランスでは休暇権の放棄は禁止されている）。

賃金（第26号（日本も批准）・第95号・第131号（日本も批准））
すべての賃金労働者に対して最低賃金を定め、かつ随時調整できる制度が必要である。最低賃金としては、労働者が家族を養える一般的賃金や生活費や社会的集団の生活水準を考慮したものでなければならず、また、経済的な要素（生産性や雇用の維持・発展性など企業側から見た要素）も考慮しなければならない。最低賃金制度の設置、運用及び修正に関しては、関係ある代表的な労使団体と十分協議する必要がある。

## 労働者の権利
国際労働機関では、労働者の基本的権利に関する原則として次のものを挙げ、加盟国に（個々の条約の批准・未批准に関わりなく）推進かつ実現する義務を課している。
1. 結社の自由及び団体交渉権の効果的な承認
2. あらゆる形態の強制労働の禁止
3. 児童労働の実効的な廃止
4. 雇用及び職業における差別の排除

## 労働関係の機関
- 国際労働機関（ILO）
- 厚生労働省
  - 都道府県労働局
    - 労働基準監督署
    - 公共職業安定所

  - 雇用環境・均等局
- 都道府県
  - 労政事務所（各都道府県により名称は異なる）
- 労働委員会
  - 中央労働委員会
  - 都道府県労働委員会
- 独立行政法人労働政策研究・研修機構

## 労働市場
- 第1次産業
- 第2次産業
- 第3次産業
- 6次産業
- 第四次産業革命
- 第五次産業革命

## 雇用
- 就職
- 就職難
- 集団就職
- 雇用
- 解雇
- 退職

## 労働組合
- 労働組合（民間企業及び公営企業）
- 職員団体（一般の公務員）
- 教職員組合
- 労働団体

## 労働形態
以下のようなものがある。
- 肉体労働
- 頭脳労働
- 感情労働

金銭的な報酬が発生しない労働は無償労働（アンペイド・ワーク）と呼ばれる。生活に必要な家庭内労働や、報酬の発生しないボランティアなどの社会活動は無償労働のひとつである。
情報通信ネットワークの発展につれ、IT機器等を活用して働くテレワークというあたらしい生活様式が出現し、労働の形態は多様化した。

## 労働政策
- ワークシェアリング
- フレックスタイム制
- リモートワーク